# Quillebeuf-sur-Seine
Quillebeuf-sur-Seine là một xã thuộc tỉnh Eure trong vùng Normandie miền bắc nước Pháp.

## Huy hiệu
| Arms of Quillebeuf-sur-Seine | The arms of Quillebeuf-sur-Seine are blazoned: Gules, an ox and in chief (in fess) 3 fleurs de lys Or. |